# جوش براتن
جوش براتن (بالإنجليزية: Josh Braaten)‏ مواليد 25 يونيو 1977 في أوستن، هو ممثل أمريكي بدأ مسيرته الفنية سنة 2001.

## الأعمال
- سي إس آي: ميامي
- بوسطن ليغال
- سايك
- عقول إجرامية
- ذا منتاليست
- عندما التقى هاري بلويد
- سيمي برو
- الفتاة الجديدة
- مايك ومولي

## روابط خارجية
- جوش براتن على موقع IMDb (الإنجليزية)
- جوش براتن على موقع قاعدة بيانات الفيلم (الإنجليزية)